# Aloe bukobana
Aloe bukobana ist eine Pflanzenart der Gattung der Aloen in der Unterfamilie der Affodillgewächse (Asphodeloideae). Das Artepitheton bukobana verweist auf das Vorkommen der Art bei Buboka in Tansania.

## Beschreibung

### Vegetative Merkmale
Aloe bukobana wächst stammlos, sprosst reichlich und bildet kleine, dichte Gruppen. Die etwa 16 lanzettlich spitz  zulaufenden Laubblätter bilden dichte Rosetten. Die Blattspreite ist 30 Zentimeter lang und 8 Zentimeter breit. Die trübgrüne Oberseite ist leicht bereift, die Unterseite ist graugrün. Die festen, braun gespitzten Zähne am Blattrand sind 4 Millimeter lang und stehen 10 Millimeter voneinander entfernt. Der Blattsaft ist trocken gelb.

### Blütenstände und Blüten
Der Blütenstand besteht aus bis zu zehn Zweigen und erreicht eine Länge von 70 bis 90 Zentimeter. Die unteren Zweige sind gelegentlich nochmals verzweigt. Die sehr lockeren, schmal konisch-zylindrischen Trauben sind 30 bis 40 Zentimeter lang. Die deltoid-spitzen, Brakteen weisen eine Länge von 4 Millimeter auf und sind 2 Millimeter breit. Die trüb scharlachroten Blüten sind an ihrer Mündung heller und stehen an 12 Millimeter langen Blütenstielen. Die Blüten sind 30 bis 35 Millimeter lang und an ihrer Basis gerundet oder kurz verschmälert. Auf Höhe des Fruchtknotens weisen die Blüten einen Durchmesser von 7 bis 8 Millimeter auf. Darüber sind sie leicht erweitert. Ihre äußeren Perigonblätter sind auf einer Länge von 7 Millimetern nicht miteinander verwachsen. Die Staubblätter ragen 1 bis 2 Millimeter, der Griffel 3 Millimeter aus der Blüte heraus.

### Genetik
Die Chromosomenzahl beträgt {\displaystyle 2n=14}.

## Systematik und Verbreitung
Aloe bukobana ist im Nordwesten von Tansania, in Ruanda und Burundi auf Sandsteinhügeln und Felsvorkommen in Höhen von 1150 bis 1470 Metern verbreitet.
Die Erstbeschreibung durch Gilbert Westacott Reynolds wurde 1954 veröffentlicht.

## Nachweise